# Корсиканець (фільм, 2004)
«Корсиканець» (фр. L'Enquête corse)  — кінострічка, 2004 року.

## Про фільм
В головній ролі дует Крістіана Клав'є та Жана Рено, відомим глядачу по «Прибульцях». Фільм знятий за мотивами французького коміксу «Корсиканське розслідування».
Структура гумору поставлена так, щоб підкреслити позитивні якості не лише головних героїв, а й оточуючих їх персонажів, зокрема це місцеві жителі невеличкого селища на Корсиці. Парижанину, який потрапив у гущавину дивакуватих людей здається ніби знаходиться на іншій планеті. У Парижі йому думалося він у центрі всесвіту, де з його досвідом, найсучаснішою апаратурою для прослуховування, може здобути будь-яку інформацію. У корсиканському ж селищі не може дізнатися найпростішої інформації. На його запитання про конкретну людину, яку у маленькому соціумі начебто мають усі знати, отримує відповідь: «Ми тут лише п'ять поколінь, не з усіма знайомі», або ж ігнорують питання  — «де туалет?», а потім несподівано посеред ночі будять і повідомляють: «туалет там…». Злочинці виключно позитивні люди, один ладний ризикнути життям, аби врятувати кошеня із будинку, який сам же замінував. Сепаратисти на потаємному засіданні вирішують нагальні проблеми: «Треба припинити братовбивчу різанину…», хоча «різанини» насправді ніякої немає, а групка шахраїв вдало імітує війну, ділячись на команди з гучними назвами: «Корсіка націоналє», «Вільна Корсика», «Не чекали». Усі мають зброю, ходять в масках, але поліція нарочито ігнорує їхню присутність, дотримуючись правила не втручатися. Зрозуміло, що весь цей маскарад створений для туристів і для інвесторів, які фінансують міжнаціональні конфлікти, щоб викачати у останніх якомога більше грошей. Справжній же конфлікт відбувається між поліцією і розвідкою.

### Сюжет
Паризький нотаріус дає доручення знаменитому детективу Ремі Франсуа, який, надаючи собі значущості, називається американським іменем  — Джек Палмер, а фірмовий знак агентства — бульдог, що за словами Ремі значить  — хватка, як у бульдога. Доручення  — знайти клієнта на Корсиці, який нібито отримав значну спадщину. Та «бульдога» очікують несподівані пригоди на прекрасному острові Корсика.

### У ролях
- Кристіан Клав'є  — Джек Палмер (Франсуа Ремі)
- Жан Рено  — Анж Леоні
- Катеріна Муріно  — Леа
- Дід'є Фламан  — Дарджент
- П'єр Саласка  — капітан жандармерії
- Ален Маратрат  — Фламінік
- Франсуа Орсоні  — Балдучі
- Натанаель Маіні  — Граппа